# Língua djinang
Djinang é uma língua aborígene australianada família das línguas pama-nyungan, uma das famílias das línguas iolitas que são faladas na região nordeste da Terra de Arnhem do Território do Norte, Austrália.

## Dialetos
Dialetos das duas Moietys são:
- Yirritjing – Wurlaki, Djardiwitjibi, Mildjingi, Balmbi
- Djuwing – Marrangu, Murrungun, Manyarring.

Wurlaki está incluído em um projeto, como uma das muitas línguas criticamente ameaçadas de extinção.

## História
Djinang é uma língua do Território do Norte da Austrália na Terra de Arnhem. Faz parte da família de línguas [Yolngu] - composta por 11 outras línguas, também da muito maior família das  línguas pama-nyungan}  - 285 línguas (Lewis, Simons, Fennig 2013). Mark Harvey (2011) escreve: “Pama-Nyungan é um agrupamento genético que ocupa cerca. 90% do continente ”. Djinang tem vários dialetos: Manyarring, Marrangu, Murrungun, Balmbi, Djaḏiwitjibi, Mildjingi e Wuḻaki (Wurlaki) (Waters 1983), mas possui apenas uma língua irmã, que é a língua ameaçada Djinba, falada por 45 pessoas (Lewis, Simons). , Fennig 2013).

## População
Com base no censo de 2006, sua população é de 220 pessoas (Lewis, Simons, Fennig 2013). Os Djinang estão geneticamente ligados a 90% da população daAustrália, o que aponta para um ancestral comum num passado distante (Harvey 2011). O multilinguismo é altamente prevalecente, não apenas no Djinang, mas em toda a Austrália. Veio como uma necessidade por razões muito específicas. Primeiro, ao visitar um clã que tem um língua diferente, é uma etiqueta adequada falar no língua do anfitrião. Não é apenas educado, mas mais importante para o povo aborígene australiano, como apazigua os ancestrais do clã anfitrião (Harvey 2011). Da mesma forma, as crianças geralmente têm pai de um clã e mãe de outro clã. Enquanto o língua do pai seria o língua principal da criança, a criança aprenderia o língua da mãe e falaria com ela em seu próprio língua (Harvey 2011).
Os Djinang e, na verdade, todos os aborígines, mesmo sendo multilíngues, mantêm sua língua principal num posto de grande importância. Uma razão para isso é que o língua deles está diretamente conectado à sua terra (Harvey 2011). Enquanto os Djinang não têm limites definidos para suas terras, eles e os clãs das áreas vizinhas sabem quais locais pertencem a um língua. A terra deles é o que liga o Djinang aos seus ancestrais - uma função de 'bapurrur' (Keen, 1995). É por causa dessa dependência do “língua da terra” que os línguas australianos estão amplamente contidos em uma região específica.

## Fonologia
A fonologia da língua Djinang é baseada num conjunto de 24 fonemas, dos quais apenas 3 desses são vogais; dando a Djinang uma alta relação consoante / vogal de 7 / 1 (Maddieson 2013). Isso difere da maioria das línguas do Pacífico, pois elas tendem a favorecer uma maior presença de vogais, juntamente com um conjunto modesto de consoantes. Assim, a maioria das línguas do Pacífico costuma ter proporções médias a baixas consoantes / vogais.

### Consoantes
Djinang tem 21 consoantes. Na ortografia do Djinang, elas são / p, t, j, tj, k, b, d, ḏ, dj, g, mn, ṉ, ny, ny, l, ll, w, rr, r, y /. As letras sublinhadas são retroflexas (Waters 1979). Todas as línguas na Austrália compartilham sistemas de som semelhantes, característicos de poucas fricativas e sibilantes, e os únicos alofónos são alofones de plosivas. Por exemplo, os fonemas / b /, / d / e / g / poderiam soar como / p /, / t / e / k / em certas línguas aborígines (Capell 1979). No entanto, em Djinang, há um claro contraste entre esses fonemas junto com os fonemas de tj / dj (Waters 1979).

### Vogais
Do conjunto de 24 fonemas de Djinang, apenas 3 são vogais, / a /, / i / e / u /. Além da baixa contagem de vogais, ou por causa disso, também não há casos de ditongos ou ditongos. Além disso, não há distinção de extensão de vogal; no entanto, há casos de alongamento das vogais quando certas condições são atendidas, mas elas não justificam uma designação única (Waters 1979).

### Estrutura silábica
A estrutura silábica da língua Djinang seria classificada como moderadamente complexa (Maddieson 2013). Possui três padrões subjacentes de sílaba CV, CVC e CVCC (Waters 1979). Por causa dos padrões de sílaba de Djinang, existem muito poucas palavras que começam com vogais ou com grupos consoantes, por exemplo. 'Str' em linha reta (Koch 2007).

## Gramática

### Ordem das palavras
O Djinang é classificado como língua aglutinante e, portanto, possui uma tipologia flexível, ou seja, não depende da ordem das palavras para transmitir significado. Com relação aos substantivos, Djinang depende do caso (Nominativo, Genitivo, Ablativo etc.) para mostrar sua função (Koch 2007). Ao falar de verbos, Djinang se apóia fortemente em sufixos para sugerir tempo, humor e aspecto. Com isso dito, Djinang e, de fato, a maioria das línguas australianas, tendem a seguir uma tipologia de sujeito, objeto, verbo (S.O.V.) (Koch 2007). Um exemplo de tipologia flexível pode ser encontrado no Latim (Shelmerdine 2013).
(1) ‘‘malīs cum carmenibus’’              -or-  (2) ‘‘cum malīs carmenibus’’
Ruim (abl. pl.)   com canções (abl. pl.)     -or-   com más (abl. Pl) canções(abl. pl.)
TRANSLATION: com canções ruins
nquanto a ordem das palavras para (2) lê exatamente como está traduzida (1) seria a ordem preferida nos textos em latim (Shelmerdine 2013).

### Verbos
No Djinang, os verbos são extremamente importantes para transmitir a maior parte do enunciado. Os verbos são tão proeminentes que pronomes e certos substantivos só seriam implícito na estrutura do verbo; ex: 'irri mina-li' '= carrego-HOJE-PASSADO = carreguei (ele) (Waters 1979). Existem três conjuntos principais de verbos: classes I, II, III; dentro de cada classe, existem grupos menores separados por finalização do tronco, p. -i, -rr, -ji. Cada verbo é classificado pelo sufixo usado para sinalizar tempos específicos de Djinang: não-passado, futuro, ontem-passado, imperativo, hoje-passado, hoje-passado-irrealis e hoje-passado-contínuo (Waters 1983). Além disso, muitas raízes verbais contêm um substantivo relacionado à definição de um verbo; por exemplo: 'djama' - trabalho n. e 'djamadjigi' - trabalho, v. (Waters 1983). Geralmente - "dji" é adicionado ao substantivo, que cria a raiz do verbo, neste caso, "djamadji"; o sufixo - 'gi' 'coloca o verbo no tempo não passado ou no futuro.

### Tempos
|            | não passado | futuro | ontem    | imperativo | passado hoje | passado hoje irreal | hoje passado contínuo |
| ---------- | ----------- | ------ | -------- | ---------- | ------------ | ------------------- | --------------------- |
| classe I   | -(n)gi      | -gi    | -mi      | -wi        | -(ngi)li     | -nyiri              | -nyi                  |
| classe II  | -gi, rr     | -gi    | -nmi     | -rri       | -(dji)ni     | -niri               | -ni                   |
| classe III | -ji         | -dji   | -0/ -rri | -yi        | -ni          | -nyiri              | -nyi                  |

(Waters 1983)

### Substantivos
Os substantivos seguem um processo semelhante aos verbos, mas enquanto os verbos indicam quando ou como uma ação foi realizada, os substantivos denotam sujeito, objeto e posse. Os substantivos têm categorias diferentes, chamadas casos, que especificam a função de cada substantivo em uma frase (Shelmerdine 2013). Mais especificamente, os casos marcam um substantivo como sujeito ou objeto. Eles também marcam preposições implícitas como: para, para, de etc. Um exemplo de preposição implícita é a palavra Djinang  gurrbi  / acampamento-  gurrbile  Alativ / acampar ( Waters 1979). Além disso, numa língua australiana, existem três associações gramaticais muito importantes que os substantivos podem adotar: sujeito transitivo (ergativo), sujeito intransitivo (nominativo) e objeto (acusativo) (Koch 2007). Como a ordem das palavras é variável, esses casos são importantes na construção de um enunciado inteligível. O quadro abaixo lista os diferentes casos nominais com suas funções e finais comuns (Waters 1983).
| Genitivo (de) | Dative (parar) | Ergativo (subj. do V trans.) | Nominativo] (subj. do V intrans) | Instrumental (com, por) | Essivo | Alativo (para) | Acusativo (objeto) | Ablativo (de, a partir)) |
| ------------- | -------------- | ---------------------------- | -------------------------------- | ----------------------- | ------ | -------------- | ------------------ | ------------------------ |
| -ang          | -gi            | -dji                         | -dji                             | -dji                    | -ipmi  | -li            | -nyi               | -ngir                    |
| -girang       | -ri            | -ri                          | -ri                              | -mi                     | -le    | -ngirinyi      |                    |                          |
|               |                | -ir                          | -ir                              | -ir                     | -ngimi |                |                    |                          |

## Deíticos e interrogativos
Um aspecto interessante de Djinang é a classe nominal de palavras (deíticos e interrogativos) (Waters 1983). Deictics usam os mesmos casos que os substantivos. Eles também costumam transmitir número (singular / plural) e distância relativa como 'isto, aqui' ou 'aquilo, ali' (Koch 2007).
- Um exemplo de composição de sufixos das classes de palavras..
- ‘‘nguṉuginyi’’ – aquele (acusativo)
- ‘‘nguṉugirang’’ – daquele (genitivo)
- ‘‘nguṉugiranggima’’ – daquele (genitivo) (ênfase)

Partículas interrogativas são simplesmente as palavras que significam um enunciado como uma pergunta, p. 'Wari' - quem, 'nyadji' - quando (Koch 2007). No Djinang, partículas interrogativas são encontradas no início de um enunciado exatamente da mesma maneira que em português (Waters, 1983).

## Vocabulário

### Indígenas
- ‘‘baḏayaladjidji’’ – ser brilhante
- ‘‘galŋayngu’’ – cobra marrom rainha
- ‘‘ngagirrgi’’ – obscuro
- ‘‘yalpung’’ ¬– descarcar
- ‘‘bumirḻiḻi’’ – em breve
- ‘‘ḏanyḏanyi’’ – meio dia
- ‘‘mapatj’’ – tubo curto
- ‘‘ganydjarr’’ – poder

### Externos
Derivados do inglês
- ‘‘djakdjipin’’ – alfinete segurança
- ‘‘djambaku’’ – tabaco
- ‘‘djandi’’ – domingo
- ‘‘djatadi’’ – sábado
- ‘‘gandin’’ – cantina
- ‘‘garraktdji’’ – serrote
- ‘‘kital’’ – fazenda de gado
- ‘‘mitjigin’’ – missão

## Materiais
Há muito pouco escrito sobre a língua Djinang ou seu povo. A maioria de todos os artigos escritos em Djinang foram escritos pelo mesmo autor, Bruce E. Waters.
O corpo docente de Djinang, professores assistentes e alfabetizadores em Maningrida e Ramingining continuam a produzir materiais de alfabetização para uso em suas escolas e para o público da comunidade local.
Como parte do projeto do Dicionário Maningrida em 1998-2001, a linguista Anita Berghout e a mulher Wurlaki KB (agora falecida) trabalharam juntas na preparação de um dicionário Djinang e Wurlaki e um guia do aluno (ainda não publicado).
Exemplos:
- ‘‘A Distinctive Features Approach to Djinang Phonology and Verb Morphology’’ (1979)
- ‘‘Djinang and Djinba: a grammatical and historical perspective’’ (1983)
- ‘‘A Grammar of Djinang’’ (1984)
- ‘‘Djinang and Djinba: a grammatical and historical perspective’’ (1989)

Anthropologist Ad Borsboom worked with the Djinang in the 1970s and has published papers about the Marrajiri ritual and song repertoire.
- ‘Borsboom, A. P. (1978). Maradjiri. A Modern Ritual Complex in Arnhem Land, Northern Australia. Nijmegen: Katholieke Universitiet.
- ‘Borsboom, A. P. (1986). The Cultural Dimension of Change: An Australian Example. Anthropos, 81(4/6), 605-615. doi:10.2307/40461234',

Anthropologist Craig Elliott lived and worked with Djinang/Wurlaki people in the late 1980s and has also written about local cosmology and songs. His work contains much linguistic information.
- Elliott, C. (1991). 'Mewal is Merri's name' : form and ambiguity in Marrangu cosmology, North Central Arnhem Land. (Master of Arts Thesis), Australian National University, Canberra. Retrieved from http://hdl.handle.net/1885/10349
- Elliott, C. (2015). Conceptual Dynamism and Ambiguity in Marrangu Djinang Cosmology, North-Central Arnhem Land. In P. G. Toner (Ed.), Strings of Connectedness: essays in honour of Ian Keen (pp. 101-117). Canberra: Australian National University.

## Vitalidade
Embora possua uma população de somente cerca de 220 e nenhuma presença na mídia moderna (TV, rádio, texto, etc.), Etnologue designa Djinang como tendo vigorosidade (vigoroso); que é uma língua usada para “comunicação face a face por todas as gerações” e ainda é sustentável (Lewis, Simons, Fennig 2013).
As razões para a robustez do Djinang começam com o local onde o Djinang está localizado na Austrália; [[Terra de Arnhem], que é o lar de toda a família Yolngu língua. Foi declarada Reserva Aborígine em 1931 (Waters 1979). É um lugar ainda muito mergulhado nas formas tradicionais aborígines. É uma grande área isolada que é considerada por muitas pessoas a menos acessada em todo o mundo. É um local inacessível para a maioria das pessoas e formas de transporte. Como a maioria do povo Djinang vive da mesma forma que seus antepassados, suas práticas de exogamia e multilinguismo ainda estão em prática (Harvey 2011).
Além disso, os Djinang valorizam e valorizam muito sua língua. Pode ser visto em seus cânticos sagrados e com o modo como eles lidam com a língua de seus filhos. Por causa da exogamia, uma criança terá um pai com uma língua e uma mãe com outra língua, resultando na criança aprendendo a falar igualmente as duas línguas dos pais; portanto, a transferência intergeracional é muito forte (Harvey 2011).
O modo de vida ajuda e dificulta o crescimento de sua língua. Por causa de sua natureza semi-nômade e semi-reclusa, os grandes clãs não são facilmente sustentáveis. No entanto, por outro lado, é a estreita associação com as formas tradicionais que garante a transferência de língua e cultura de uma geração para a seguinte.

## Renascimento
Agora em 220, Djinang / Wurlaki" está listado como uma das 20 línguas priorizadas como parte do Projeto de Apoio Prioritário a Línguas, sendo realizado pela First Languages of Australia e financiado pelo Departamento de Comunicações e Artes] O projeto visa "identificar e documentar línguas criticamente ameaçadas - aquelas línguas para as quais existe pouca ou nenhuma documentação, onde nenhuma gravação foi feita anteriormente, mas onde há falantes vivos em Canberra.".

## Amostra de texto
(Genesis 1:1-2)
Ngurrununggaḻ bilidjirri, bilapilakiṉing Goddji ngurr yirrpini ngamangamadjili gurrbi ngirki ga bukmak ṉami. Ngunukiṉing wirrpmban miri gumbaḻa gurrbi ngirki, ga gar malirdji ngagirrdjini gapi djalkng ga ngunungiri Godngiri waṯi galminyi gapimirrpm.
Português
No princípio, Deus criou os céus e a terra. Agora a terra estava sem forma e vazia, as trevas estavam sobre a superfície das profundezas e o Espírito de Deus pairava sobre as águas.
(Genesis 1:1-2)
Ngurrununggaḻ bilidjirri, bilapilakiṉing Goddji ngurr yirrpini ngamangamadjili gurrbi ngirki ga bukmak ṉami. Ngunukiṉing wirrpmban miri gumbaḻa gurrbi ngirki, ga gar malirdji ngagirrdjini gapi djalkng ga ngunungiri Godngiri waṯi galminyi gapimirrpm.
Português
No princípio, Deus criou os céus e a terra. Agora a terra estava sem forma e vazia, as trevas estavam sobre a superfície das profundezas e o Espírito de Deus pairava sobre as águas.